# Schloss Neuhausen (Spree-Neiße)

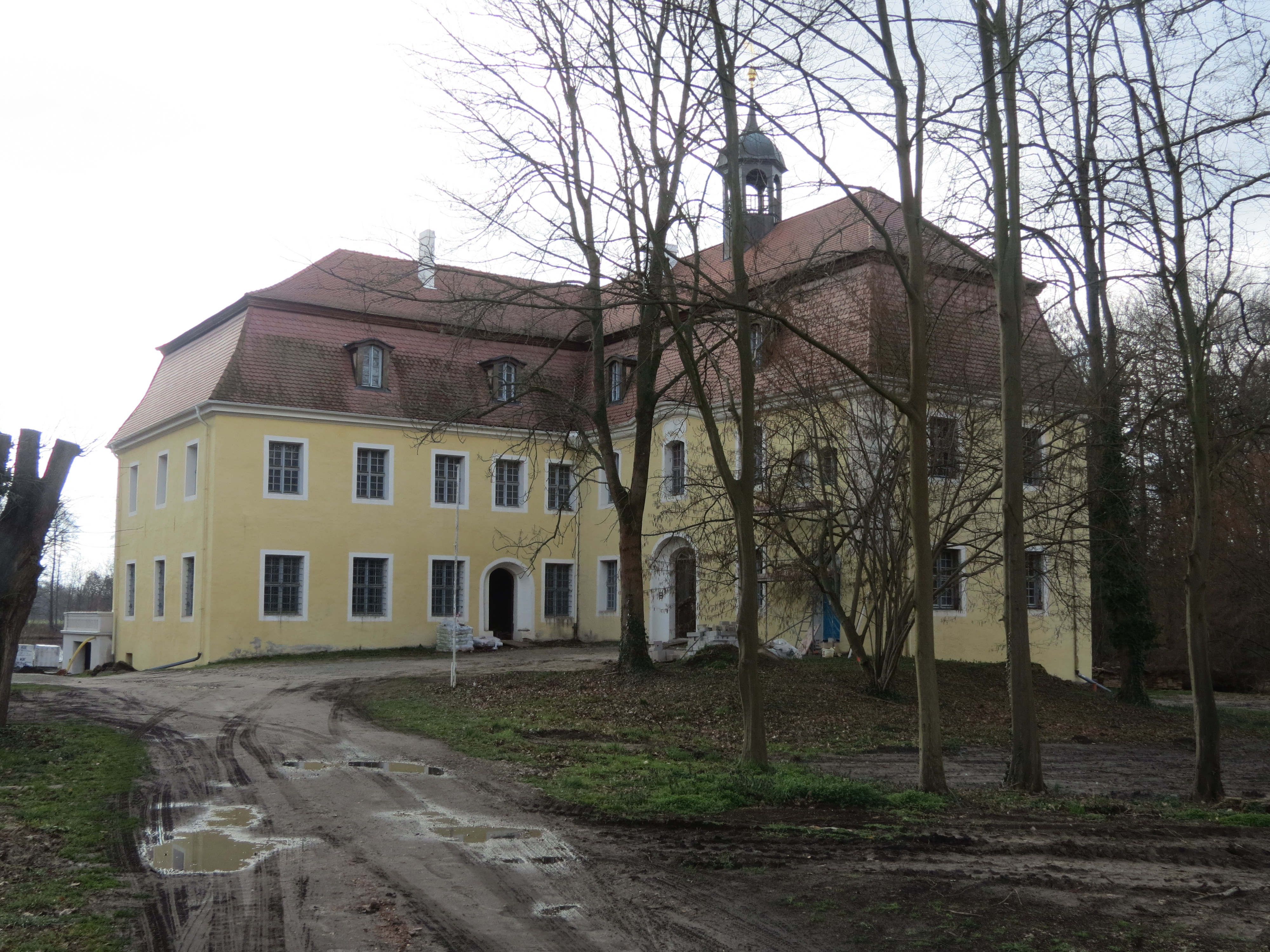
Schloss Neuhausen, Hofseite (2020)

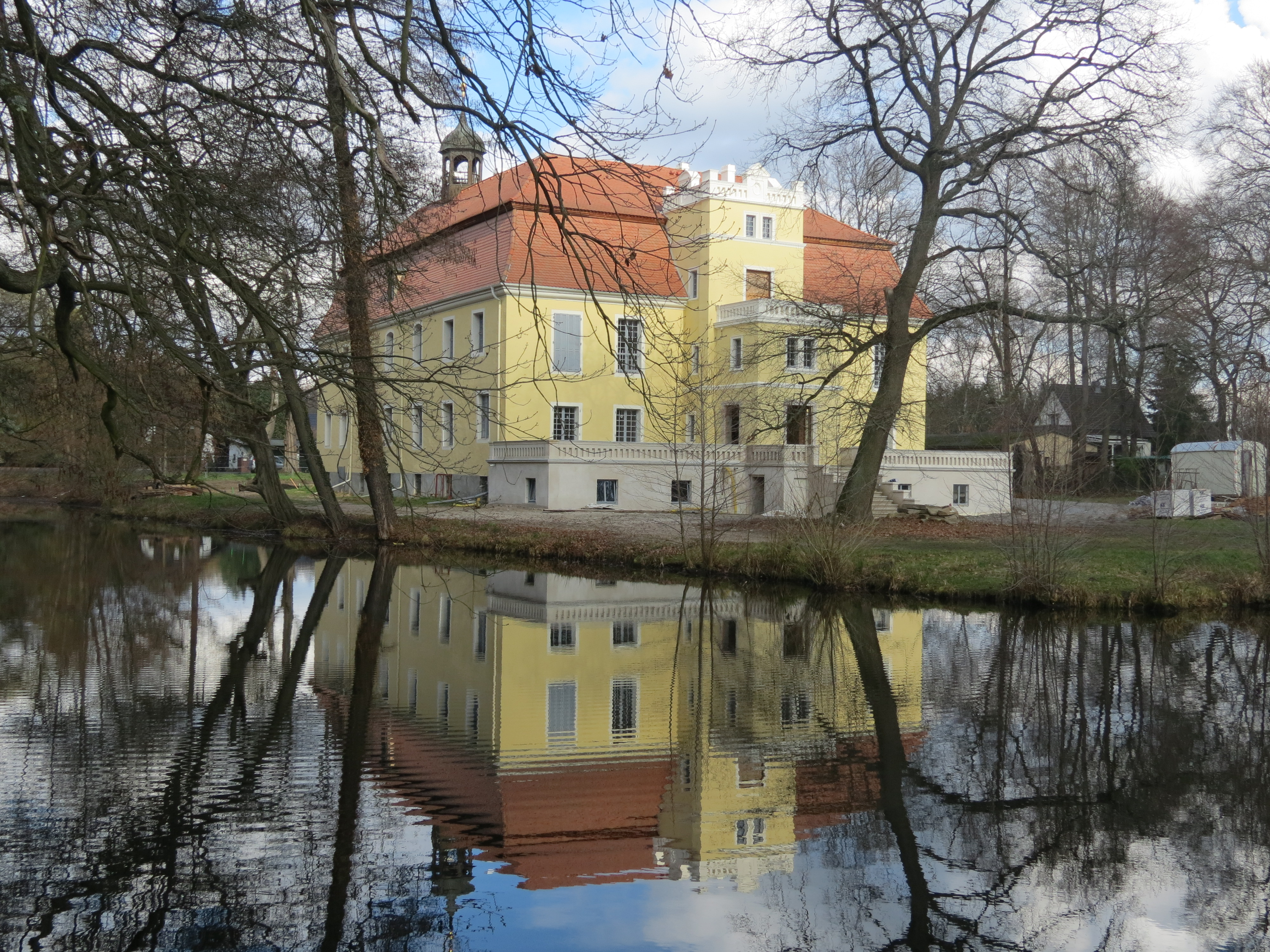
Ansicht vom Schlossteich aus (2020)

Das Schloss Neuhausen ist ein Schloss im Ortsteil Neuhausen der Gemeinde Neuhausen/Spree im Landkreis Spree-Neiße in Brandenburg. Das Gebäude und der dazugehörige Landschaftspark sind eingetragene Baudenkmale in der Denkmalliste des Landes Brandenburg.

## Geschichte und Architektur
Eine Sumpfburg in Neuhausen wurde im Jahr 1301 als novum castrum apud Kotebuz erwähnt. Das heutige Schloss wurde vermutlich gegen Ende des 16. Jahrhunderts für die Familie von Kottwitz als Dreiflügelanlage errichtet und in der folgenden Zeit mehrfach baulich verändert. Um 1760 wurde der Westflügel umgebaut, die gesamte Anlage erfuhr gegen Ende des 19. Jahrhunderts einen grundlegenden Umbau. Im 20. Jahrhundert kam das Schloss in den Besitz von Marie von Kottwitz, womit es auch ihrem Ehemann Ernst von Heynitz zeitweise als Wohnsitz diente, 1914 war das Gut verpachtet. Der Nordflügel des Schlosses wurde 1935 abgerissen. Die Gutsbesitzer wurden nach dem Zweiten Weltkrieg bei der Bodenreform in der Sowjetischen Besatzungszone enteignet. Zwischen 2004 und 2006 erfolgte eine Sanierung des Schlosses. Seit 2015 befindet sich das Schloss in Privatbesitz.
Das Schloss Neuhausen ist ein verputzter Bau aus Ziegelmauerwerk und einem Mansardwalmdach. Der Westflügel hat auf der Hofseite eine vorgebauchte Mittelachse mit Eingangsportal, über dem Fenster des Obergeschosses befindet sich ein gemaltes Allianzwappen für Johann Gottlieb von Kottwitz. Bis auf einige Segmentbogenfenster im Obergeschoss sind die Fensteröffnungen rechteckig mit weiß geputzten Gewänden. Auf den Westflügel wurde beim Umbau 1760 ein achteckiger Dachreiter mit offener Laterne und Schweifhaube aufgesetzt. An der südlichen Seite des Südflügels liegt eine Terrasse mit Freitreppe. Der hier stark hervorgehobene Mittelrisalit hat einen zweigeschossigen Anbau mit Gurtgesims und einem Balkon.

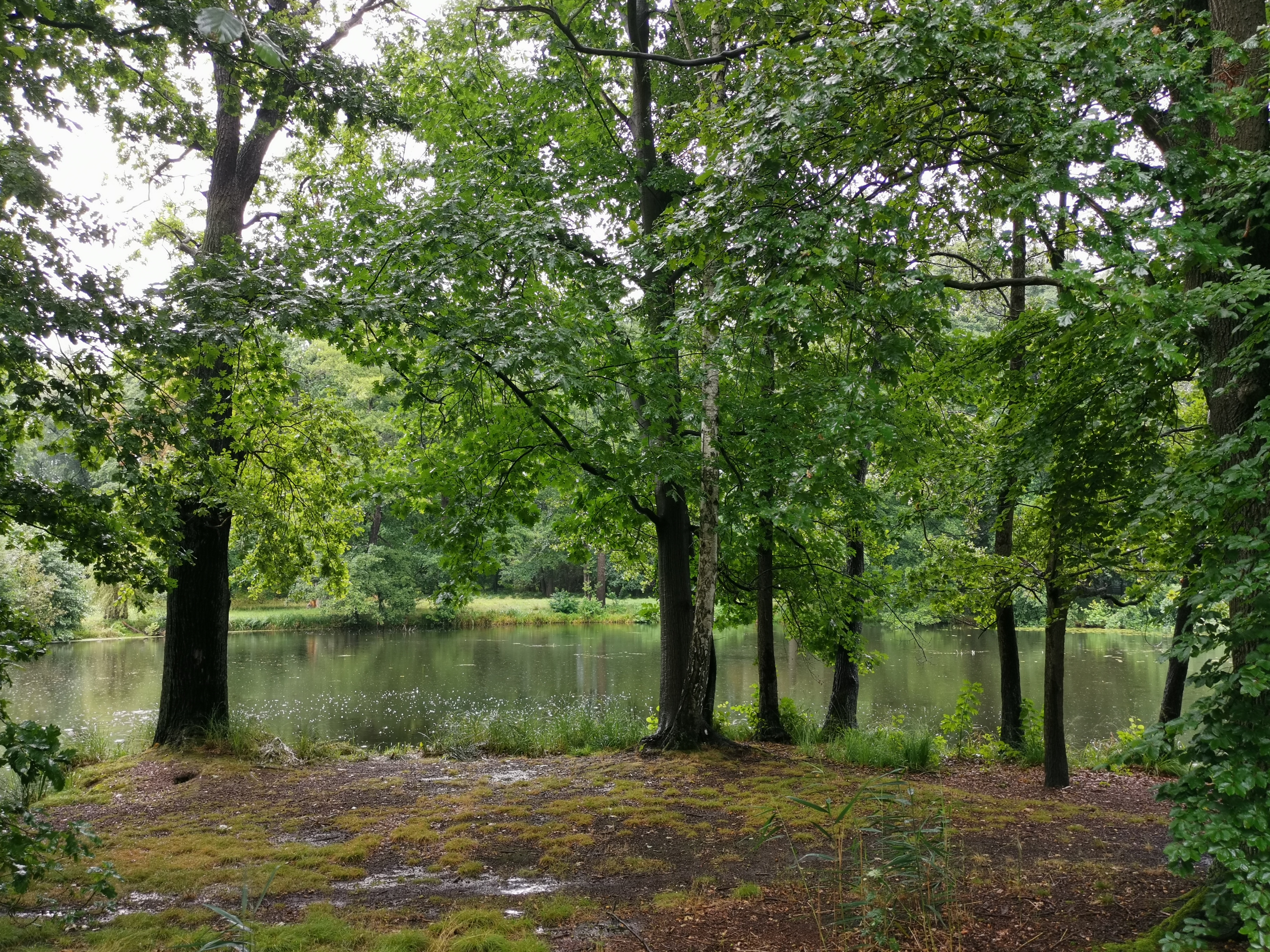
Schlossteich Neuhausen (2020)

Südlich des Schlosses erstreckt sich ein in den 1750er Jahren angelegter großer Landschaftspark mit Schlossteich.